# Mistrzostwa Świata U-18 w Piłce Ręcznej Kobiet 2024
Mistrzostwa Świata U-18 w Piłce Ręcznej Kobiet 2024 – dziesiąte mistrzostwa świata U-18 w piłce ręcznej kobiet, oficjalny międzynarodowy turniej piłki ręcznej o randze mistrzostw świata organizowany przez IHF mający na celu wyłonienie najlepszej żeńskiej reprezentacji narodowej złożonej z zawodniczek do lat osiemnastu. Odbyły się w dniach 14–25 sierpnia 2024 roku w chińskim Chuzhou.
W fazie wstępnej odbyło się bez większych niespodzianek, podobnie jak i w zasadniczej. Z ćwierćfinałowych pojedynków górą wyszły Dunki, Francuzki, Węgierki oraz Hiszpanki. Pierwsze dwie stoczyły następnie wyrównany półfinałowy pojedynek, w którym jedną bramką lepsza była Dania, w drugim zaś zmierzyły się jedyne niepokonane dotąd drużyny – Hiszpania wygrała dzięki mocnej obronie, a z trzydziestoma pięcioma golami był to najmniej bramkowy półfinał w historii tej imprezy. Podobnie jak dwa lata wcześniej Dunki musiały zadowolić się srebrnym medalem, tym razem pokonane przez Hiszpanki, dla których był to pierwszy finał i tytuł mistrzowski w tej kategorii wiekowej, brąz zdobyły zaś Węgierki. Spośród zespołów z dolnej połowy drabinki najlepsza okazała się Rumunia.
Po zakończonym turnieju IHF opublikowała statystyki indywidualne i drużynowe.

## Informacje ogólne
Prawa do organizacji turnieju miały zostać przyznane przez Radę IHF w lutym 2020 roku. Światowa federacja postanowiła jednak otworzyć ponownie proces wyboru gospodarza, by móc wybrać spośród kandydatur spoza państw najczęściej goszczących imprezy mistrzowskie. W połowie sierpnia 2023 roku na spotkaniu Rady – po wycofaniu się kandydatur z Turcji i Tunezji – została podjęta decyzja o przyznaniu praw do organizacji Chinom; będą to pierwsze mistrzostwa w tej kategorii wiekowej w Azji.
Mecze zostały zaplanowane do rozegrania w Chuzhou w trzech halach, a nad ich przebiegiem czuwały dwadzieścia dwie pary arbitrów. Trzydzieści dwie uczestniczące reprezentacje zostały podzielone na osiem czterozespołowych grup rywalizujących systemem kołowym, a po dwie najlepsze z każdej z grup awansowały do fazy zasadniczej. W niej, zachowując punkty z pierwszej fazy, walczyły w czterech czterozespołowych grupach o dwa czołowe miejsca premiowane awansem do ćwierćfinałów; podobny system obowiązywał w meczach o miejsca 17–32. Ramowy harmonogram rozgrywek był następnie uszczegóławiany przed rozpoczęciem kolejnej fazy.
Wszystkie spotkania były transmitowane w Internecie, prawa telewizyjne wykupiły też stacje z kilkunastu krajów świata, dodatkowo kibice byli angażowani w mediach społecznościowych. W fazie grupowej na spotkaniu Chinek z Dunkami zjawiło się 5050 widzów pobijając rekord dla tej imprezy ustanowiony w 2018 roku w Kielcach. Nie przetrwał on długo, bowiem w fazie zasadniczej 5680 osób obejrzało porażkę gospodyń z Norweżkami.

## Losowanie grup
Transmitowane w Internecie losowanie grup zaplanowano na 13 kwietnia 2024 roku w Neu-Ulm przy okazji rozgrywanego tam światowego turnieju kwalifikacyjnego do LIO 2024.
| Koszyk 1       |
| -------------- |
| Japonia U-18   |
| Francja U-18   |
| Dania U-18     |
| Niemcy U-18    |
| Chorwacja U-18 |
| Węgry U-18     |
| Egipt U-18     |
| Serbia U-18    |

| Koszyk 2        |
| --------------- |
| Czarnogóra U-18 |
| Holandia U-18   |
| Szwecja U-18    |
| Norwegia U-18   |
| Chiny U-18      |
| Rumunia U-18    |
| Czechy U-18     |
| Brazylia U-18   |

| Koszyk 3              |
| --------------------- |
| Korea Południowa U-18 |
| Hiszpania U-18        |
| Austria U-18          |
| Chińskie Tajpej U-18  |
| Argentyna U-18        |
| Indie U-18            |
| Gwinea U-18           |
| Nigeria U-18          |

| Koszyk 4        |
| --------------- |
| Kazachstan U-18 |
| Chile U-18      |
| Angola U-18     |
| Szwajcaria U-18 |
| Kanada U-18     |
| Grenlandia U-18 |
| Islandia U-18   |
| Kosowo U-18     |

W wyniku losowania, które przeprowadziła Viola Leuchter, wyłonionych zostało osiem grup liczących po cztery zespoły.
| Grupa A      |
| ------------ |
| Serbia U-18  |
| Szwecja U-18 |
| Austria U-18 |
| Chile U-18   |

| Grupa B         |
| --------------- |
| Chorwacja U-18  |
| Czarnogóra U-18 |
| Nigeria U-18    |
| Angola U-18     |

| Grupa C               |
| --------------------- |
| Japonia U-18          |
| Holandia U-18         |
| Korea Południowa U-18 |
| Kanada U-18           |

| Grupa D       |
| ------------- |
| Francja U-18  |
| Brazylia U-18 |
| Indie U-18    |
| Kosowo U-18   |

| Grupa E              |
| -------------------- |
| Dania U-18           |
| Chiny U-18           |
| Chińskie Tajpej U-18 |
| Grenlandia U-18      |

| Grupa F         |
| --------------- |
| Węgry U-18      |
| Norwegia U-18   |
| Argentyna U-18  |
| Kazachstan U-18 |

| Grupa G         |
| --------------- |
| Egipt U-18      |
| Rumunia U-18    |
| Hiszpania U-18  |
| Szwajcaria U-18 |

| Grupa H       |
| ------------- |
| Niemcy U-18   |
| Czechy U-18   |
| Gwinea U-18   |
| Islandia U-18 |

## Faza wstępna

### Grupa A
| 14 sierpnia 202410:00 | Serbia U-18 | 27:30(12:13) | Austria U-18 | International Handball Hall, Chuzhou Widzów: 300 Sędzia: Picard, Vauchez |
| 14 sierpnia 202410:00 |             | 27:30(12:13) |              | International Handball Hall, Chuzhou Widzów: 300 Sędzia: Picard, Vauchez |

| 14 sierpnia 202412:00 | Szwecja U-18 | 37:17(19:8) | Chile U-18 | International Handball Hall, Chuzhou Widzów: 300 Sędzia: Haggui, Haggui |
| 14 sierpnia 202412:00 |              | 37:17(19:8) |            | International Handball Hall, Chuzhou Widzów: 300 Sędzia: Haggui, Haggui |

| 15 sierpnia 202412:00 | Chile U-18 | 24:30(9:11) | Serbia U-18 | International Handball Hall, Chuzhou Widzów: 200 Sędzia: Al-Wahibi, Al-Shahi |
| 15 sierpnia 202412:00 |            | 24:30(9:11) |             | International Handball Hall, Chuzhou Widzów: 200 Sędzia: Al-Wahibi, Al-Shahi |

| 15 sierpnia 202414:00 | Szwecja U-18 | 34:28(16:14) | Austria U-18 | International Handball Hall, Chuzhou Widzów: 550 Sędzia: Diop, Faye |
| 15 sierpnia 202414:00 |              | 34:28(16:14) |              | International Handball Hall, Chuzhou Widzów: 550 Sędzia: Diop, Faye |

| 17 sierpnia 202410:00 | Austria U-18 | 35:23(20:12) | Chile U-18 | International Handball Hall, Chuzhou Widzów: 200 Sędzia: El Ghass, El Malwane |
| 17 sierpnia 202410:00 |              | 35:23(20:12) |            | International Handball Hall, Chuzhou Widzów: 200 Sędzia: El Ghass, El Malwane |

| 17 sierpnia 202412:00 | Serbia U-18 | 29:25(13:11) | Szwecja U-18 | International Handball Hall, Chuzhou Widzów: 260 Sędzia: Correa, Conberse |
| 17 sierpnia 202412:00 |             | 29:25(13:11) |              | International Handball Hall, Chuzhou Widzów: 260 Sędzia: Correa, Conberse |

### Grupa B
| 14 sierpnia 202412:00 | Chorwacja U-18 | 31:11(16:6) | Nigeria U-18 | International Handball Hall, Chuzhou Widzów: 270 Sędzia: Hansen, Jensen |
| 14 sierpnia 202412:00 |                | 31:11(16:6) |              | International Handball Hall, Chuzhou Widzów: 270 Sędzia: Hansen, Jensen |

| 14 sierpnia 202414:00 | Czarnogóra U-18 | 26:16(14:10) | Angola U-18 | International Handball Hall, Chuzhou Widzów: 270 Sędzia: Correa, Converse |
| 14 sierpnia 202414:00 |                 | 26:16(14:10) |             | International Handball Hall, Chuzhou Widzów: 270 Sędzia: Correa, Converse |

| 15 sierpnia 202412:00 | Angola U-18 | 14:30(4:19) | Chorwacja U-18 | International Handball Hall, Chuzhou Widzów: 50 Sędzia: Pîrvu, Potîrniche |
| 15 sierpnia 202412:00 |             | 14:30(4:19) |                | International Handball Hall, Chuzhou Widzów: 50 Sędzia: Pîrvu, Potîrniche |

| 15 sierpnia 202414:00 | Czarnogóra U-18 | 26:9(13:6) | Nigeria U-18 | International Handball Hall, Chuzhou Widzów: 150 Sędzia: El-Beltagy, Mahmoud |
| 15 sierpnia 202414:00 |                 | 26:9(13:6) |              | International Handball Hall, Chuzhou Widzów: 150 Sędzia: El-Beltagy, Mahmoud |

| 17 sierpnia 202410:00 | Nigeria U-18 | 29:21(11:9) | Angola U-18 | International Handball Hall, Chuzhou Widzów: 100 Sędzia: Duplii, Pobedrina |
| 17 sierpnia 202410:00 |              | 29:21(11:9) |             | International Handball Hall, Chuzhou Widzów: 100 Sędzia: Duplii, Pobedrina |

| 17 sierpnia 202412:00 | Chorwacja U-18 | 18:18(8:9) | Czarnogóra U-18 | International Handball Hall, Chuzhou Widzów: 290 Sędzia: Picard, Vauchez |
| 17 sierpnia 202412:00 |                | 18:18(8:9) |                 | International Handball Hall, Chuzhou Widzów: 290 Sędzia: Picard, Vauchez |

### Grupa C
| 14 sierpnia 202410:00 | Japonia U-18 | 27:27(12:14) | Korea Południowa U-18 | Olympic Sports Center, Chuzhou Widzów: 200 Sędzia: Cheng, Zhou |
| 14 sierpnia 202410:00 |              | 27:27(12:14) |                       | Olympic Sports Center, Chuzhou Widzów: 200 Sędzia: Cheng, Zhou |

| 14 sierpnia 202412:00 | Holandia U-18 | 41:6(21:5) | Kanada U-18 | Olympic Sports Center, Chuzhou Widzów: 100 Sędzia: Watson, Welin |
| 14 sierpnia 202412:00 |               | 41:6(21:5) |             | Olympic Sports Center, Chuzhou Widzów: 100 Sędzia: Watson, Welin |

| 15 sierpnia 202416:00 | Holandia U-18 | 24:19(10:13) | Korea Południowa U-18 | Olympic Sports Center, Chuzhou Widzów: 300 Sędzia: Ismoilov, Ismoilov |
| 15 sierpnia 202416:00 |               | 24:19(10:13) |                       | Olympic Sports Center, Chuzhou Widzów: 300 Sędzia: Ismoilov, Ismoilov |

| 15 sierpnia 202418:00 | Kanada U-18 | 10:51(3:21) | Japonia U-18 | Olympic Sports Center, Chuzhou Widzów: 500 Sędzia: Duplii, Pobedrina |
| 15 sierpnia 202418:00 |             | 10:51(3:21) |              | Olympic Sports Center, Chuzhou Widzów: 500 Sędzia: Duplii, Pobedrina |

| 17 sierpnia 202412:00 | Korea Południowa U-18 | 66:17(37:9) | Kanada U-18 | Olympic Sports Center, Chuzhou Widzów: 200 Sędzia: Fabryczny, Rawicki |
| 17 sierpnia 202412:00 |                       | 66:17(37:9) |             | Olympic Sports Center, Chuzhou Widzów: 200 Sędzia: Fabryczny, Rawicki |

| 17 sierpnia 202414:00 | Japonia U-18 | 31:27(13:13) | Holandia U-18 | Olympic Sports Center, Chuzhou Widzów: 200 Sędzia: Metalari, Nikolovski |
| 17 sierpnia 202414:00 |              | 31:27(13:13) |               | Olympic Sports Center, Chuzhou Widzów: 200 Sędzia: Metalari, Nikolovski |

### Grupa D
| 14 sierpnia 202414:00 | Francja U-18 | 50:14(28:7) | Indie U-18 | Olympic Sports Center, Chuzhou Widzów: 100 Sędzia: Al-Shahi, Al-Wahibi |
| 14 sierpnia 202414:00 |              | 50:14(28:7) |            | Olympic Sports Center, Chuzhou Widzów: 100 Sędzia: Al-Shahi, Al-Wahibi |

| 14 sierpnia 202416:00 | Brazylia U-18 | 39:21(19:11) | Kosowo U-18 | Vocational and Technical College Stadium, Chuzhou Widzów: 300 Sędzia: Fremstad, Jørstad |
| 14 sierpnia 202416:00 |               | 39:21(19:11) |             | Vocational and Technical College Stadium, Chuzhou Widzów: 300 Sędzia: Fremstad, Jørstad |

| 15 sierpnia 202416:00 | Kosowo U-18 | 16:44(7:20) | Francja U-18 | International Handball Hall, Chuzhou Widzów: 100 Sędzia: Cheng, Zhou |
| 15 sierpnia 202416:00 |             | 16:44(7:20) |              | International Handball Hall, Chuzhou Widzów: 100 Sędzia: Cheng, Zhou |

| 15 sierpnia 202418:00 | Brazylia U-18 | 34:17(14:11) | Indie U-18 | International Handball Hall, Chuzhou Widzów: 100 Sędzia: Metalari, Nikolovski |
| 15 sierpnia 202418:00 |               | 34:17(14:11) |            | International Handball Hall, Chuzhou Widzów: 100 Sędzia: Metalari, Nikolovski |

| 17 sierpnia 202414:00 | Francja U-18 | 34:18(18:6) | Brazylia U-18 | International Handball Hall, Chuzhou Widzów: 300 Sędzia: Altmár, Horváth |
| 17 sierpnia 202414:00 |              | 34:18(18:6) |               | International Handball Hall, Chuzhou Widzów: 300 Sędzia: Altmár, Horváth |

| 17 sierpnia 202414:00 | Indie U-18 | 14:25(6:15) | Kosowo U-18 | Vocational and Technical College Stadium, Chuzhou Widzów: 350 Sędzia: El-Beltagy, Mahmoud |
| 17 sierpnia 202414:00 |            | 14:25(6:15) |             | Vocational and Technical College Stadium, Chuzhou Widzów: 350 Sędzia: El-Beltagy, Mahmoud |

### Grupa E
| 14 sierpnia 202418:30 | Chiny U-18 | 46:17(21:7) | Grenlandia U-18 | International Handball Hall, Chuzhou Widzów: 2 000 Sędzia: Al-Enezi, Al-Naseem |
| 14 sierpnia 202418:30 |            | 46:17(21:7) |                 | International Handball Hall, Chuzhou Widzów: 2 000 Sędzia: Al-Enezi, Al-Naseem |

| 14 sierpnia 202420:30 | Dania U-18 | 47:13(26:5) | Chińskie Tajpej U-18 | International Handball Hall, Chuzhou Widzów: 350 Sędzia: El Ghass, El Malwane |
| 14 sierpnia 202420:30 |            | 47:13(26:5) |                      | International Handball Hall, Chuzhou Widzów: 350 Sędzia: El Ghass, El Malwane |

| 16 sierpnia 202416:00 | Grenlandia U-18 | 8:42(5:20) | Dania U-18 | International Handball Hall, Chuzhou Widzów: 300 Sędzia: Godoy, Magalhães |
| 16 sierpnia 202416:00 |                 | 8:42(5:20) |            | International Handball Hall, Chuzhou Widzów: 300 Sędzia: Godoy, Magalhães |

| 16 sierpnia 202418:00 | Chiny U-18 | 29:20(12:8) | Chińskie Tajpej U-18 | International Handball Hall, Chuzhou Widzów: 1 000 Sędzia: Watson, Welin |
| 16 sierpnia 202418:00 |            | 29:20(12:8) |                      | International Handball Hall, Chuzhou Widzów: 1 000 Sędzia: Watson, Welin |

| 17 sierpnia 202418:00 | Dania U-18 | 28:22(14:13) | Chiny U-18 | International Handball Hall, Chuzhou Widzów: 5 050 Sędzia: Pîrvu, Potîrniche |
| 17 sierpnia 202418:00 |            | 28:22(14:13) |            | International Handball Hall, Chuzhou Widzów: 5 050 Sędzia: Pîrvu, Potîrniche |

| 17 sierpnia 202418:00 | Chińskie Tajpej U-18 | 28:15(15:5) | Grenlandia U-18 | Vocational and Technical College Stadium, Chuzhou Widzów: 550 Sędzia: Haggui, Haggui |
| 17 sierpnia 202418:00 |                      | 28:15(15:5) |                 | Vocational and Technical College Stadium, Chuzhou Widzów: 550 Sędzia: Haggui, Haggui |

### Grupa F
| 14 sierpnia 202418:00 | Węgry U-18 | 31:18(14:9) | Argentyna U-18 | Olympic Sports Center, Chuzhou Widzów: 200 Sędzia: Fabryczny, Rawicki |
| 14 sierpnia 202418:00 |            | 31:18(14:9) |                | Olympic Sports Center, Chuzhou Widzów: 200 Sędzia: Fabryczny, Rawicki |

| 14 sierpnia 202420:00 | Norwegia U-18 | 43:9(21:2) | Kazachstan U-18 | Olympic Sports Center, Chuzhou Widzów: 100 Sędzia: Araújo, Perdomo |
| 14 sierpnia 202420:00 |               | 43:9(21:2) |                 | Olympic Sports Center, Chuzhou Widzów: 100 Sędzia: Araújo, Perdomo |

| 16 sierpnia 202416:00 | Kazachstan U-18 | 9:45(5:22) | Węgry U-18 | Olympic Sports Center, Chuzhou Widzów: 300 Sędzia: Haggui, Haggui |
| 16 sierpnia 202416:00 |                 | 9:45(5:22) |            | Olympic Sports Center, Chuzhou Widzów: 300 Sędzia: Haggui, Haggui |

| 16 sierpnia 202418:00 | Norwegia U-18 | 28:17(13:9) | Argentyna U-18 | Olympic Sports Center, Chuzhou Widzów: 300 Sędzia: Al-Enezi, Al-Naseem |
| 16 sierpnia 202418:00 |               | 28:17(13:9) |                | Olympic Sports Center, Chuzhou Widzów: 300 Sędzia: Al-Enezi, Al-Naseem |

| 17 sierpnia 202420:00 | Argentyna U-18 | 27:13(12:9) | Kazachstan U-18 | Olympic Sports Center, Chuzhou Widzów: 300 Sędzia: Al-Wahibi, Al-Shahi |
| 17 sierpnia 202420:00 |                | 27:13(12:9) |                 | Olympic Sports Center, Chuzhou Widzów: 300 Sędzia: Al-Wahibi, Al-Shahi |

| 17 sierpnia 202420:00 | Węgry U-18 | 30:26(17:10) | Norwegia U-18 | International Handball Hall, Chuzhou Widzów: 500 Sędzia: Bolic, Hurich |
| 17 sierpnia 202420:00 |            | 30:26(17:10) |               | International Handball Hall, Chuzhou Widzów: 500 Sędzia: Bolic, Hurich |

### Grupa G
| 14 sierpnia 202416:00 | Rumunia U-18 | 24:25(16:12) | Szwajcaria U-18 | Olympic Sports Center, Chuzhou Widzów: 100 Sędzia: Duplii, Pobedrina |
| 14 sierpnia 202416:00 |              | 24:25(16:12) |                 | Olympic Sports Center, Chuzhou Widzów: 100 Sędzia: Duplii, Pobedrina |

| 14 sierpnia 202418:00 | Egipt U-18 | 22:37(11:19) | Hiszpania U-18 | Vocational and Technical College Stadium, Chuzhou Widzów: 300 Sędzia: Godoy, Magalhães |
| 14 sierpnia 202418:00 |            | 22:37(11:19) |                | Vocational and Technical College Stadium, Chuzhou Widzów: 300 Sędzia: Godoy, Magalhães |

| 16 sierpnia 202412:00 | Szwajcaria U-18 | 28:19(11:7) | Egipt U-18 | Olympic Sports Center, Chuzhou Widzów: 100 Sędzia: Araújo, Perdomo |
| 16 sierpnia 202412:00 |                 | 28:19(11:7) |            | Olympic Sports Center, Chuzhou Widzów: 100 Sędzia: Araújo, Perdomo |

| 16 sierpnia 202414:00 | Rumunia U-18 | 20:25(11:13) | Hiszpania U-18 | Olympic Sports Center, Chuzhou Widzów: 200 Sędzia: Kažanegra, Vujačić |
| 16 sierpnia 202414:00 |              | 20:25(11:13) |                | Olympic Sports Center, Chuzhou Widzów: 200 Sędzia: Kažanegra, Vujačić |

| 17 sierpnia 202416:00 | Hiszpania U-18 | 25:21(14:13) | Szwajcaria U-18 | Olympic Sports Center, Chuzhou Widzów: 400 Sędzia: Hansen, Jensen |
| 17 sierpnia 202416:00 |                | 25:21(14:13) |                 | Olympic Sports Center, Chuzhou Widzów: 400 Sędzia: Hansen, Jensen |

| 17 sierpnia 202418:00 | Egipt U-18 | 29:36(14:17) | Rumunia U-18 | Olympic Sports Center, Chuzhou Widzów: 400 Sędzia: Ismoilov, Ismoilov |
| 17 sierpnia 202418:00 |            | 29:36(14:17) |              | Olympic Sports Center, Chuzhou Widzów: 400 Sędzia: Ismoilov, Ismoilov |

### Grupa H
| 14 sierpnia 202414:00 | Niemcy U-18 | 42:18(22:9) | Gwinea U-18 | International Handball Hall, Chuzhou Widzów: 250 Sędzia: Altmár, Horváth |
| 14 sierpnia 202414:00 |             | 42:18(22:9) |             | International Handball Hall, Chuzhou Widzów: 250 Sędzia: Altmár, Horváth |

| 14 sierpnia 202416:00 | Czechy U-18 | 28:17(16:4) | Islandia U-18 | International Handball Hall, Chuzhou Widzów: 800 Sędzia: Bolic, Hurich |
| 14 sierpnia 202416:00 |             | 28:17(16:4) |               | International Handball Hall, Chuzhou Widzów: 800 Sędzia: Bolic, Hurich |

| 16 sierpnia 202412:00 | Czechy U-18 | 32:13(17:5) | Gwinea U-18 | International Handball Hall, Chuzhou Widzów: 50 Sędzia: Fremstad, Jørstad |
| 16 sierpnia 202412:00 |             | 32:13(17:5) |             | International Handball Hall, Chuzhou Widzów: 50 Sędzia: Fremstad, Jørstad |

| 16 sierpnia 202414:00 | Islandia U-18 | 26:31(15:14) | Niemcy U-18 | International Handball Hall, Chuzhou Widzów: 150 Sędzia: Correa, Conberse |
| 16 sierpnia 202414:00 |               | 26:31(15:14) |             | International Handball Hall, Chuzhou Widzów: 150 Sędzia: Correa, Conberse |

| 17 sierpnia 202416:00 | Gwinea U-18 | 20:25(11:13) | Islandia U-18 | Vocational and Technical College Stadium, Chuzhou Widzów: 450 Sędzia: Cheng, Zhou |
| 17 sierpnia 202416:00 |             | 20:25(11:13) |               | Vocational and Technical College Stadium, Chuzhou Widzów: 450 Sędzia: Cheng, Zhou |

| 17 sierpnia 202416:00 | Niemcy U-18 | 33:23(17:5) | Czechy U-18 | International Handball Hall, Chuzhou Widzów: 400 Sędzia: Kažanegra, Vujačić |
| 17 sierpnia 202416:00 |             | 33:23(17:5) |             | International Handball Hall, Chuzhou Widzów: 400 Sędzia: Kažanegra, Vujačić |

## President’s Cup

### Grupa I
| 18 sierpnia 202412:00 | Austria U-18 | 38:20(13:9) | Angola U-18 | Olympic Sports Center, Chuzhou Widzów: 150 Sędzia: Fabryczny, Rawicki |
| 18 sierpnia 202412:00 |              | 38:20(13:9) |             | Olympic Sports Center, Chuzhou Widzów: 150 Sędzia: Fabryczny, Rawicki |

| 18 sierpnia 202414:00 | Nigeria U-18 | 22:23(10:11) | Chile U-18 | Olympic Sports Center, Chuzhou Widzów: 300 Sędzia: Watson, Welin |
| 18 sierpnia 202414:00 |              | 22:23(10:11) |            | Olympic Sports Center, Chuzhou Widzów: 300 Sędzia: Watson, Welin |

| 20 sierpnia 202412:00 | Austria U-18 | 33:14(17:8) | Nigeria U-18 | Vocational and Technical College Stadium, Chuzhou Widzów: 100 Sędzia: Cheng, Zhou |
| 20 sierpnia 202412:00 |              | 33:14(17:8) |              | Vocational and Technical College Stadium, Chuzhou Widzów: 100 Sędzia: Cheng, Zhou |

| 20 sierpnia 202414:00 | Chile U-18 | 21:32(9:11) | Angola U-18 | Vocational and Technical College Stadium, Chuzhou Widzów: 250 Sędzia: Kažanegra, Vujačić |
| 20 sierpnia 202414:00 |            | 21:32(9:11) |             | Vocational and Technical College Stadium, Chuzhou Widzów: 250 Sędzia: Kažanegra, Vujačić |

### Grupa II
| 18 sierpnia 202416:00 | Kosowo U-18 | 26:20(9:12) | Kanada U-18 | Olympic Sports Center, Chuzhou Widzów: 500 Sędzia: El Ghass, El Malwane |
| 18 sierpnia 202416:00 |             | 26:20(9:12) |             | Olympic Sports Center, Chuzhou Widzów: 500 Sędzia: El Ghass, El Malwane |

| 18 sierpnia 202418:00 | Korea Południowa U-18 | 40:14(19:4) | Indie U-18 | Olympic Sports Center, Chuzhou Widzów: 500 Sędzia: Fremstad, Jørstad |
| 18 sierpnia 202418:00 |                       | 40:14(19:4) |            | Olympic Sports Center, Chuzhou Widzów: 500 Sędzia: Fremstad, Jørstad |

| 20 sierpnia 202410:00 | Korea Południowa U-18 | 31:21(14:11) | Kosowo U-18 | Olympic Sports Center, Chuzhou Widzów: 100 Sędzia: Al-Shahi, Al-Wahibi |
| 20 sierpnia 202410:00 |                       | 31:21(14:11) |             | Olympic Sports Center, Chuzhou Widzów: 100 Sędzia: Al-Shahi, Al-Wahibi |

| 20 sierpnia 202412:00 | Kanada U-18 | 21:24(11:7) | Indie U-18 | Olympic Sports Center, Chuzhou Widzów: 250 Sędzia: Araújo, Perdomo |
| 20 sierpnia 202412:00 |             | 21:24(11:7) |            | Olympic Sports Center, Chuzhou Widzów: 250 Sędzia: Araújo, Perdomo |

### Grupa III
| 19 sierpnia 202412:00 | Chińskie Tajpej U-18 | 28:22(10:8) | Kazachstan U-18 | Olympic Sports Center, Chuzhou Widzów: 100 Sędzia: Pîrvu, Potîrniche |
| 19 sierpnia 202412:00 |                      | 28:22(10:8) |                 | Olympic Sports Center, Chuzhou Widzów: 100 Sędzia: Pîrvu, Potîrniche |

| 19 sierpnia 202414:00 | Argentyna U-18 | 22:19(8:8) | Grenlandia U-18 | Olympic Sports Center, Chuzhou Widzów: 150 Sędzia: Duplii, Pobedrina |
| 19 sierpnia 202414:00 |                | 22:19(8:8) |                 | Olympic Sports Center, Chuzhou Widzów: 150 Sędzia: Duplii, Pobedrina |

| 20 sierpnia 202410:00 | Chińskie Tajpej U-18 | 21:34(12:19) | Argentyna U-18 | International Handball Hall, Chuzhou Widzów: 100 Sędzia: Al-Enezi, Al-Naseem |
| 20 sierpnia 202410:00 |                      | 21:34(12:19) |                | International Handball Hall, Chuzhou Widzów: 100 Sędzia: Al-Enezi, Al-Naseem |

| 20 sierpnia 202412:00 | Grenlandia U-18 | 20:24(12:12) | Kazachstan U-18 | International Handball Hall, Chuzhou Widzów: 300 Sędzia: Picard, Vauchez |
| 20 sierpnia 202412:00 |                 | 20:24(12:12) |                 | International Handball Hall, Chuzhou Widzów: 300 Sędzia: Picard, Vauchez |

### Grupa IV
| 19 sierpnia 202416:00 | Rumunia U-18 | 31:13(16:7) | Gwinea U-18 | Olympic Sports Center, Chuzhou Widzów: 100 Sędzia: Hansen, Jensen |
| 19 sierpnia 202416:00 |              | 31:13(16:7) |             | Olympic Sports Center, Chuzhou Widzów: 100 Sędzia: Hansen, Jensen |

| 19 sierpnia 202418:00 | Islandia U-18 | 20:20(11:11) | Egipt U-18 | Olympic Sports Center, Chuzhou Widzów: 150 Sędzia: Picard, Vauchez |
| 19 sierpnia 202418:00 |               | 20:20(11:11) |            | Olympic Sports Center, Chuzhou Widzów: 150 Sędzia: Picard, Vauchez |

| 20 sierpnia 202416:00 | Rumunia U-18 | 27:14(13:9) | Islandia U-18 | Vocational and Technical College Stadium, Chuzhou Widzów: 380 Sędzia: Haggui, Haggui |
| 20 sierpnia 202416:00 |              | 27:14(13:9) |               | Vocational and Technical College Stadium, Chuzhou Widzów: 380 Sędzia: Haggui, Haggui |

| 20 sierpnia 202418:00 | Egipt U-18 | 18:12(14:5) | Gwinea U-18 | Vocational and Technical College Stadium, Chuzhou Widzów: 350 Sędzia: Watson, Welin |
| 20 sierpnia 202418:00 |            | 18:12(14:5) |             | Vocational and Technical College Stadium, Chuzhou Widzów: 350 Sędzia: Watson, Welin |

## Faza zasadnicza

### Grupa I
| 18 sierpnia 202412:00 | Szwecja U-18 | 19:19(9:8) | Czarnogóra U-18 | International Handball Hall, Chuzhou Widzów: 76 Sędzia: Godoy, Magalhães |
| 18 sierpnia 202412:00 |              | 19:19(9:8) |                 | International Handball Hall, Chuzhou Widzów: 76 Sędzia: Godoy, Magalhães |

| 18 sierpnia 202414:00 | Chorwacja U-18 | 20:17(10:9) | Serbia U-18 | International Handball Hall, Chuzhou Widzów: 226 Sędzia: Araújo, Perdomo |
| 18 sierpnia 202414:00 |                | 20:17(10:9) |             | International Handball Hall, Chuzhou Widzów: 226 Sędzia: Araújo, Perdomo |

| 20 sierpnia 202414:00 | Szwecja U-18 | 19:24(10:12) | Chorwacja U-18 | Olympic Sports Center, Chuzhou Widzów: 200 Sędzia: Bolic, Hurich |
| 20 sierpnia 202414:00 |              | 19:24(10:12) |                | Olympic Sports Center, Chuzhou Widzów: 200 Sędzia: Bolic, Hurich |

| 20 sierpnia 202416:00 | Serbia U-18 | 20:14(9:5) | Czarnogóra U-18 | Olympic Sports Center, Chuzhou Widzów: 200 Sędzia: Correa, Conberse |
| 20 sierpnia 202416:00 |             | 20:14(9:5) |                 | Olympic Sports Center, Chuzhou Widzów: 200 Sędzia: Correa, Conberse |

### Grupa II
| 18 sierpnia 202416:00 | Japonia U-18 | 30:19(14:12) | Brazylia U-18 | International Handball Hall, Chuzhou Widzów: 120 Sędzia: Diop, Faye |
| 18 sierpnia 202416:00 |              | 30:19(14:12) |               | International Handball Hall, Chuzhou Widzów: 120 Sędzia: Diop, Faye |

| 18 sierpnia 202418:00 | Francja U-18 | 23:24(8:11) | Holandia U-18 | International Handball Hall, Chuzhou Widzów: 398 Sędzia: Al-Enezi, Al-Naseem |
| 18 sierpnia 202418:00 |              | 23:24(8:11) |               | International Handball Hall, Chuzhou Widzów: 398 Sędzia: Al-Enezi, Al-Naseem |

| 20 sierpnia 202414:00 | Holandia U-18 | 22:23(10:11) | Brazylia U-18 | International Handball Hall, Chuzhou Widzów: 150 Sędzia: Fremstad, Jørstad |
| 20 sierpnia 202414:00 |               | 22:23(10:11) |               | International Handball Hall, Chuzhou Widzów: 150 Sędzia: Fremstad, Jørstad |

| 20 sierpnia 202416:00 | Japonia U-18 | 24:26(11:11) | Francja U-18 | International Handball Hall, Chuzhou Widzów: 200 Sędzia: Godoy, Magalhães |
| 20 sierpnia 202416:00 |              | 24:26(11:11) |              | International Handball Hall, Chuzhou Widzów: 200 Sędzia: Godoy, Magalhães |

### Grupa III
| 19 sierpnia 202416:00 | Dania U-18 | 29:25(15:17) | Norwegia U-18 | International Handball Hall, Chuzhou Widzów: 350 Sędzia: Kažanegra, Vujačić |
| 19 sierpnia 202416:00 |            | 29:25(15:17) |               | International Handball Hall, Chuzhou Widzów: 350 Sędzia: Kažanegra, Vujačić |

| 19 sierpnia 202418:00 | Węgry U-18 | 26:22(14:11) | Chiny U-18 | International Handball Hall, Chuzhou Widzów: 3 104 Sędzia: El-Beltagy, Mahmoud |
| 19 sierpnia 202418:00 |            | 26:22(14:11) |            | International Handball Hall, Chuzhou Widzów: 3 104 Sędzia: El-Beltagy, Mahmoud |

| 20 sierpnia 202418:00 | Chiny U-18 | 24:27(12:13) | Norwegia U-18 | International Handball Hall, Chuzhou Widzów: 5 680 Sędzia: Ismoilov, Ismoilov |
| 20 sierpnia 202418:00 |            | 24:27(12:13) |               | International Handball Hall, Chuzhou Widzów: 5 680 Sędzia: Ismoilov, Ismoilov |

| 20 sierpnia 202420:00 | Dania U-18 | 25:27(14:13) | Węgry U-18 | International Handball Hall, Chuzhou Widzów: 200 Sędzia: Fabryczny, Rawicki |
| 20 sierpnia 202420:00 |            | 25:27(14:13) |            | International Handball Hall, Chuzhou Widzów: 200 Sędzia: Fabryczny, Rawicki |

### Grupa IV
| 19 sierpnia 202412:00 | Hiszpania U-18 | 26:19(13:10) | Czechy U-18 | International Handball Hall, Chuzhou Widzów: 80 Sędzia: Metalari, Nikolovski |
| 19 sierpnia 202412:00 |                | 26:19(13:10) |             | International Handball Hall, Chuzhou Widzów: 80 Sędzia: Metalari, Nikolovski |

| 19 sierpnia 202414:00 | Niemcy U-18 | 23:23(14:12) | Szwajcaria U-18 | International Handball Hall, Chuzhou Widzów: 120 Sędzia: Altmár, Horváth |
| 19 sierpnia 202414:00 |             | 23:23(14:12) |                 | International Handball Hall, Chuzhou Widzów: 120 Sędzia: Altmár, Horváth |

| 20 sierpnia 202418:00 | Hiszpania U-18 | 25:21(14:13) | Niemcy U-18 | Olympic Sports Center, Chuzhou Widzów: 300 Sędzia: Hansen, Jensen |
| 20 sierpnia 202418:00 |                | 25:21(14:13) |             | Olympic Sports Center, Chuzhou Widzów: 300 Sędzia: Hansen, Jensen |

| 20 sierpnia 202420:00 | Szwajcaria U-18 | 15:18(6:12) | Czechy U-18 | Olympic Sports Center, Chuzhou Widzów: 300 Sędzia: Diop, Faye |
| 20 sierpnia 202420:00 |                 | 15:18(6:12) |             | Olympic Sports Center, Chuzhou Widzów: 300 Sędzia: Diop, Faye |

## Faza pucharowa

### Mecze o miejsca 1–4
|  |                |                |                |                |    |            |             |              |                   |                   |                   |       |       |
|  | Ćwierćfinały   | Ćwierćfinały   | Ćwierćfinały   |                |    | Półfinały  | Półfinały   | Półfinały    |                   |                   | Finał             | Finał | Finał |
|  | Ćwierćfinały   | Ćwierćfinały   | Ćwierćfinały   |                |    | Półfinały  | Półfinały   | Półfinały    |                   |                   | Finał             | Finał | Finał |
|  | 22 sierpnia    |                |                |                |    |            |             |              |                   |                   |                   |       |       |
|  |                |                |                |                |    |            |             |              |                   |                   |                   |       |       |
|  | Chorwacja U-18 | Chorwacja U-18 | 20             |                |    |            |             |              |                   |                   |                   |       |       |
|  | Chorwacja U-18 | Chorwacja U-18 | 20             | 23 sierpnia    |    |            |             |              |                   |                   |                   |       |       |
|  | Dania U-18     | Dania U-18     | 25             |                |    |            |             |              |                   |                   |                   |       |       |
|  | Dania U-18     | Dania U-18     | 25             |                |    | Dania U-18 | Dania U-18  | 21           |                   |                   |                   |       |       |
|  | 22 sierpnia    |                |                |                |    | Dania U-18 | Dania U-18  | 21           |                   |                   |                   |       |       |
|  |                |                | Francja U-18   | Francja U-18   | 20 |            |             |              |                   |                   |                   |       |       |
|  | Francja U-18   | Francja U-18   | Francja U-18   | Francja U-18   | 20 | 25         |             |              |                   |                   |                   |       |       |
|  | Francja U-18   | Francja U-18   |                |                |    | 25         | 25 sierpnia |              |                   |                   |                   |       |       |
|  | Niemcy U-18    | Niemcy U-18    | 23             |                |    |            |             |              |                   |                   |                   |       |       |
|  | Niemcy U-18    | Niemcy U-18    | 23             |                |    | Dania U-18 | Dania U-18  | 22           |                   |                   |                   |       |       |
|  | 22 sierpnia    |                |                |                |    | Dania U-18 | Dania U-18  | 22           |                   |                   |                   |       |       |
|  |                |                | Hiszpania U-18 | Hiszpania U-18 | 23 |            |             |              |                   |                   |                   |       |       |
|  | Węgry U-18     | Węgry U-18     | Hiszpania U-18 | Hiszpania U-18 | 23 | 29         |             |              |                   |                   |                   |       |       |
|  | Węgry U-18     | Węgry U-18     | 23 sierpnia    |                |    | 29         |             |              |                   |                   |                   |       |       |
|  | Serbia U-18    | Serbia U-18    | 24             |                |    |            |             |              |                   |                   |                   |       |       |
|  | Serbia U-18    | Serbia U-18    | 24             |                |    | Węgry U-18 | Węgry U-18  | 16           | Mecz o 3. miejsce | Mecz o 3. miejsce | Mecz o 3. miejsce |       |       |
|  | 22 sierpnia    |                |                |                |    | Węgry U-18 | Węgry U-18  | 16           | Mecz o 3. miejsce | Mecz o 3. miejsce | Mecz o 3. miejsce |       |       |
|  |                |                | Hiszpania U-18 | Hiszpania U-18 | 19 |            |             | 25 sierpnia  | 25 sierpnia       | 25 sierpnia       |                   |       |       |
|  | Hiszpania U-18 | Hiszpania U-18 | Hiszpania U-18 | Hiszpania U-18 | 19 | 32         |             | 25 sierpnia  | 25 sierpnia       | 25 sierpnia       |                   |       |       |
|  | Hiszpania U-18 | Hiszpania U-18 |                |                |    |            |             | Francja U-18 | Francja U-18      | 24                |                   |       |       |
|  | Japonia U-18   | Japonia U-18   | 23             |                |    |            |             |              | Francja U-18      | 24                |                   |       |       |
|  | Japonia U-18   | Japonia U-18   | 23             |                |    |            |             | Węgry U-18   | Węgry U-18        | 25                |                   |       |       |
|  |                |                |                |                |    |            |             |              | Węgry U-18        | 25                |                   |       |       |

| 22 sierpnia 202418:15 | Węgry U-18 | 29:24(16:11) | Serbia U-18 | Olympic Sports Center, Chuzhou Widzów: 400 Sędzia: Hansen, Jensen |
| 22 sierpnia 202418:15 |            | 29:24(16:11) |             | Olympic Sports Center, Chuzhou Widzów: 400 Sędzia: Hansen, Jensen |

| 22 sierpnia 202418:15 | Chorwacja U-18 | 20:25(11:12) | Dania U-18 | International Handball Hall, Chuzhou Widzów: 300 Sędzia: Godoy, Magalhães |
| 22 sierpnia 202418:15 |                | 20:25(11:12) |            | International Handball Hall, Chuzhou Widzów: 300 Sędzia: Godoy, Magalhães |

| 22 sierpnia 202420:45 | Hiszpania U-18 | 32:23(17:11) | Japonia U-18 | Olympic Sports Center, Chuzhou Widzów: 500 Sędzia: Al-Enezi, Al-Naseem |
| 22 sierpnia 202420:45 |                | 32:23(17:11) |              | Olympic Sports Center, Chuzhou Widzów: 500 Sędzia: Al-Enezi, Al-Naseem |

| 22 sierpnia 202420:45 | Francja U-18 | 25:23(15:10) | Niemcy U-18 | International Handball Hall, Chuzhou Widzów: 300 Sędzia: El-Beltagy, Mahmoud |
| 22 sierpnia 202420:45 |              | 25:23(15:10) |             | International Handball Hall, Chuzhou Widzów: 300 Sędzia: El-Beltagy, Mahmoud |

| 23 sierpnia 202418:15 | Dania U-18 | 21:20(7:11) | Francja U-18 | International Handball Hall, Chuzhou Widzów: 500 Sędzia: Correa, Conberse |
| 23 sierpnia 202418:15 |            | 21:20(7:11) |              | International Handball Hall, Chuzhou Widzów: 500 Sędzia: Correa, Conberse |

| 23 sierpnia 202420:45 | Węgry U-18 | 16:19(7:12) | Hiszpania U-18 | International Handball Hall, Chuzhou Widzów: 300 Sędzia: Bolic, Hurich |
| 23 sierpnia 202420:45 |            | 16:19(7:12) |                | International Handball Hall, Chuzhou Widzów: 300 Sędzia: Bolic, Hurich |

| 25 sierpnia 202415:30 | Francja U-18 | 24:25(13:16) | Węgry U-18 | International Handball Hall, Chuzhou Widzów: 4 000 Sędzia: Kažanegra, Vujačić |
| 25 sierpnia 202415:30 |              | 24:25(13:16) |            | International Handball Hall, Chuzhou Widzów: 4 000 Sędzia: Kažanegra, Vujačić |

| 25 sierpnia 202418:00 | Dania U-18 | 22:23(11:9) | Hiszpania U-18 | International Handball Hall, Chuzhou Widzów: 6 003 Sędzia: Altmár, Horváth |
| 25 sierpnia 202418:00 |            | 22:23(11:9) |                | International Handball Hall, Chuzhou Widzów: 6 003 Sędzia: Altmár, Horváth |

### Mecze o miejsca 5–8
|  |                        |                        |                        |                   |    |                   |                   |                   |
|  | Półfinały o 5. miejsce | Półfinały o 5. miejsce | Półfinały o 5. miejsce |                   |    | Mecz o 5. miejsce | Mecz o 5. miejsce | Mecz o 5. miejsce |
|  | Półfinały o 5. miejsce | Półfinały o 5. miejsce | Półfinały o 5. miejsce |                   |    | Mecz o 5. miejsce | Mecz o 5. miejsce | Mecz o 5. miejsce |
|  | 23 sierpnia            |                        |                        |                   |    |                   |                   |                   |
|  |                        |                        |                        |                   |    |                   |                   |                   |
|  | Chorwacja U-18         | Chorwacja U-18         | 23                     |                   |    |                   |                   |                   |
|  | Chorwacja U-18         | Chorwacja U-18         | 23                     | 25 sierpnia       |    |                   |                   |                   |
|  | Niemcy U-18            | Niemcy U-18            | 26                     |                   |    |                   |                   |                   |
|  | Niemcy U-18            | Niemcy U-18            | 26                     |                   |    | Niemcy U-18       | Niemcy U-18       | 28                |
|  | 23 sierpnia            |                        |                        |                   |    | Niemcy U-18       | Niemcy U-18       | 28                |
|  |                        |                        | Serbia U-18            | Serbia U-18       | 23 |                   |                   |                   |
|  | Serbia U-18            | Serbia U-18            | Serbia U-18            | Serbia U-18       | 23 | 21                |                   |                   |
|  | Serbia U-18            | Serbia U-18            |                        |                   |    |                   |                   |                   |
|  | Japonia U-18           | Japonia U-18           | 20                     |                   |    |                   |                   |                   |
|  | Japonia U-18           | Japonia U-18           | 20                     | Mecz o 3. miejsce |    |                   |                   |                   |
|  |                        |                        |                        |                   |    |                   |                   |                   |
|  | 25 sierpnia            |                        |                        |                   |    |                   |                   |                   |
|  |                        |                        |                        |                   |    |                   |                   |                   |
|  | Chorwacja U-18         | Chorwacja U-18         | 26 (4)                 |                   |    |                   |                   |                   |
|  | Chorwacja U-18         | Chorwacja U-18         | 26 (4)                 |                   |    |                   |                   |                   |
|  | Japonia U-18           | Japonia U-18           | 26 (3)                 |                   |    |                   |                   |                   |
|  | Japonia U-18           | Japonia U-18           | 26 (3)                 |                   |    |                   |                   |                   |

| 23 sierpnia 202418:15 | Chorwacja U-18 | 23:26(10:15) | Niemcy U-18 | Olympic Sports Center, Chuzhou Widzów: 600 Sędzia: Araújo, Perdomo |
| 23 sierpnia 202418:15 |                | 23:26(10:15) |             | Olympic Sports Center, Chuzhou Widzów: 600 Sędzia: Araújo, Perdomo |

| 23 sierpnia 202420:45 | Serbia U-18 | 21:20(14:7) | Japonia U-18 | Olympic Sports Center, Chuzhou Widzów: 1 000 Sędzia: Fremstad, Jørstad |
| 23 sierpnia 202420:45 |             | 21:20(14:7) |              | Olympic Sports Center, Chuzhou Widzów: 1 000 Sędzia: Fremstad, Jørstad |

| 25 sierpnia 202410:30 | Chorwacja U-18 | 30:29(12:14, 26:26) | Japonia U-18 | International Handball Hall, Chuzhou Widzów: 300 Sędzia: Ismoilov, Ismoilov |
| 25 sierpnia 202410:30 |                | 30:29(12:14, 26:26) |              | International Handball Hall, Chuzhou Widzów: 300 Sędzia: Ismoilov, Ismoilov |

| 25 sierpnia 202413:00 | Niemcy U-18 | 28:23(15:10) | Serbia U-18 | International Handball Hall, Chuzhou Widzów: 1 000 Sędzia: Cheng, Zhou |
| 25 sierpnia 202413:00 |             | 28:23(15:10) |             | International Handball Hall, Chuzhou Widzów: 1 000 Sędzia: Cheng, Zhou |

### Mecze o miejsca 9–12
|  |                        |                        |                        |                   |    |                   |                   |                   |
|  | Półfinały o 9. miejsce | Półfinały o 9. miejsce | Półfinały o 9. miejsce |                   |    | Mecz o 9. miejsce | Mecz o 9. miejsce | Mecz o 9. miejsce |
|  | Półfinały o 9. miejsce | Półfinały o 9. miejsce | Półfinały o 9. miejsce |                   |    | Mecz o 9. miejsce | Mecz o 9. miejsce | Mecz o 9. miejsce |
|  | 22 sierpnia            |                        |                        |                   |    |                   |                   |                   |
|  |                        |                        |                        |                   |    |                   |                   |                   |
|  | Czarnogóra U-18        | Czarnogóra U-18        | 23                     |                   |    |                   |                   |                   |
|  | Czarnogóra U-18        | Czarnogóra U-18        | 23                     | 23 sierpnia       |    |                   |                   |                   |
|  | Norwegia U-18          | Norwegia U-18          | 30                     |                   |    |                   |                   |                   |
|  | Norwegia U-18          | Norwegia U-18          | 30                     |                   |    | Norwegia U-18     | Norwegia U-18     | 24                |
|  | 22 sierpnia            |                        |                        |                   |    | Norwegia U-18     | Norwegia U-18     | 24                |
|  |                        |                        | Czechy U-18            | Czechy U-18       | 29 |                   |                   |                   |
|  | Brazylia U-18          | Brazylia U-18          | Czechy U-18            | Czechy U-18       | 29 | 24                |                   |                   |
|  | Brazylia U-18          | Brazylia U-18          |                        |                   |    |                   |                   |                   |
|  | Czechy U-18            | Czechy U-18            | 25                     |                   |    |                   |                   |                   |
|  | Czechy U-18            | Czechy U-18            | 25                     | Mecz o 3. miejsce |    |                   |                   |                   |
|  |                        |                        |                        |                   |    |                   |                   |                   |
|  | 23 sierpnia            |                        |                        |                   |    |                   |                   |                   |
|  |                        |                        |                        |                   |    |                   |                   |                   |
|  | Czarnogóra U-18        | Czarnogóra U-18        | 21                     |                   |    |                   |                   |                   |
|  | Czarnogóra U-18        | Czarnogóra U-18        | 21                     |                   |    |                   |                   |                   |
|  | Brazylia U-18          | Brazylia U-18          | 28                     |                   |    |                   |                   |                   |
|  | Brazylia U-18          | Brazylia U-18          | 28                     |                   |    |                   |                   |                   |

| 22 sierpnia 202413:30 | Czarnogóra U-18 | 23:30(13:16) | Norwegia U-18 | Olympic Sports Center, Chuzhou Widzów: 150 Sędzia: Cheng, Zhou |
| 22 sierpnia 202413:30 |                 | 23:30(13:16) |               | Olympic Sports Center, Chuzhou Widzów: 150 Sędzia: Cheng, Zhou |

| 22 sierpnia 202415:45 | Brazylia U-18 | 24:25(16:13) | Czechy U-18 | Olympic Sports Center, Chuzhou Widzów: 200 Sędzia: El Gahss, El Malwane |
| 22 sierpnia 202415:45 |               | 24:25(16:13) |             | Olympic Sports Center, Chuzhou Widzów: 200 Sędzia: El Gahss, El Malwane |

| 23 sierpnia 202413:30 | Czarnogóra U-18 | 21:28(10:10) | Brazylia U-18 | International Handball Hall, Chuzhou Widzów: 100 Sędzia: Haggui, Haggui |
| 23 sierpnia 202413:30 |                 | 21:28(10:10) |               | International Handball Hall, Chuzhou Widzów: 100 Sędzia: Haggui, Haggui |

| 23 sierpnia 202415:45 | Norwegia U-18 | 24:29(10:15) | Czechy U-18 | International Handball Hall, Chuzhou Widzów: 300 Sędzia: Metalari, Nikolovski |
| 23 sierpnia 202415:45 |               | 24:29(10:15) |             | International Handball Hall, Chuzhou Widzów: 300 Sędzia: Metalari, Nikolovski |

### Mecze o miejsca 13–16
|  |                         |                         |                         |                   |    |                    |                    |                    |
|  | Półfinały o 13. miejsce | Półfinały o 13. miejsce | Półfinały o 13. miejsce |                   |    | Mecz o 13. miejsce | Mecz o 13. miejsce | Mecz o 13. miejsce |
|  | Półfinały o 13. miejsce | Półfinały o 13. miejsce | Półfinały o 13. miejsce |                   |    | Mecz o 13. miejsce | Mecz o 13. miejsce | Mecz o 13. miejsce |
|  | 22 sierpnia             |                         |                         |                   |    |                    |                    |                    |
|  |                         |                         |                         |                   |    |                    |                    |                    |
|  | Szwecja U-18            | Szwecja U-18            | 33                      |                   |    |                    |                    |                    |
|  | Szwecja U-18            | Szwecja U-18            | 33                      | 23 sierpnia       |    |                    |                    |                    |
|  | Chiny U-18              | Chiny U-18              | 27                      |                   |    |                    |                    |                    |
|  | Chiny U-18              | Chiny U-18              | 27                      |                   |    | Szwecja U-18       | Szwecja U-18       | 27                 |
|  | 22 sierpnia             |                         |                         |                   |    | Szwecja U-18       | Szwecja U-18       | 27                 |
|  |                         |                         | Szwajcaria U-18         | Szwajcaria U-18   | 25 |                    |                    |                    |
|  | Holandia U-18           | Holandia U-18           | Szwajcaria U-18         | Szwajcaria U-18   | 25 | 25                 |                    |                    |
|  | Holandia U-18           | Holandia U-18           |                         |                   |    |                    |                    |                    |
|  | Szwajcaria U-18         | Szwajcaria U-18         | 26                      |                   |    |                    |                    |                    |
|  | Szwajcaria U-18         | Szwajcaria U-18         | 26                      | Mecz o 3. miejsce |    |                    |                    |                    |
|  |                         |                         |                         |                   |    |                    |                    |                    |
|  | 23 sierpnia             |                         |                         |                   |    |                    |                    |                    |
|  |                         |                         |                         |                   |    |                    |                    |                    |
|  | Chiny U-18              | Chiny U-18              | 24                      |                   |    |                    |                    |                    |
|  | Chiny U-18              | Chiny U-18              | 24                      |                   |    |                    |                    |                    |
|  | Holandia U-18           | Holandia U-18           | 23                      |                   |    |                    |                    |                    |
|  | Holandia U-18           | Holandia U-18           | 23                      |                   |    |                    |                    |                    |

| 22 sierpnia 202413:30 | Holandia U-18 | 25:26(11:14) | Szwajcaria U-18 | International Handball Hall, Chuzhou Widzów: 210 Sędzia: Kažanegra, Vujačić |
| 22 sierpnia 202413:30 |               | 25:26(11:14) |                 | International Handball Hall, Chuzhou Widzów: 210 Sędzia: Kažanegra, Vujačić |

| 22 sierpnia 202415:45 | Szwecja U-18 | 33:27(17:11) | Chiny U-18 | International Handball Hall, Chuzhou Widzów: 2 005 Sędzia: Metalari, Nikolovski |
| 22 sierpnia 202415:45 |              | 33:27(17:11) |            | International Handball Hall, Chuzhou Widzów: 2 005 Sędzia: Metalari, Nikolovski |

| 23 sierpnia 202413:30 | Chiny U-18 | 24:23(13:15) | Holandia U-18 | Olympic Sports Center, Chuzhou Widzów: 1 000 Sędzia: El Gahss, El Malwane |
| 23 sierpnia 202413:30 |            | 24:23(13:15) |               | Olympic Sports Center, Chuzhou Widzów: 1 000 Sędzia: El Gahss, El Malwane |

| 23 sierpnia 202415:45 | Szwecja U-18 | 27:25(10:8) | Szwajcaria U-18 | Olympic Sports Center, Chuzhou Widzów: 300 Sędzia: Altmár, Horváth |
| 23 sierpnia 202415:45 |              | 27:25(10:8) |                 | Olympic Sports Center, Chuzhou Widzów: 300 Sędzia: Altmár, Horváth |

### Mecze o miejsca 17–20
|  |                         |                         |                         |                   |    |                    |                    |                    |
|  | Półfinały o 17. miejsce | Półfinały o 17. miejsce | Półfinały o 17. miejsce |                   |    | Mecz o 17. miejsce | Mecz o 17. miejsce | Mecz o 17. miejsce |
|  | Półfinały o 17. miejsce | Półfinały o 17. miejsce | Półfinały o 17. miejsce |                   |    | Mecz o 17. miejsce | Mecz o 17. miejsce | Mecz o 17. miejsce |
|  | 22 sierpnia             |                         |                         |                   |    |                    |                    |                    |
|  |                         |                         |                         |                   |    |                    |                    |                    |
|  | Austria U-18            | Austria U-18            | 23                      |                   |    |                    |                    |                    |
|  | Austria U-18            | Austria U-18            | 23                      | 23 sierpnia       |    |                    |                    |                    |
|  | Argentyna U-18          | Argentyna U-18          | 25                      |                   |    |                    |                    |                    |
|  | Argentyna U-18          | Argentyna U-18          | 25                      |                   |    | Argentyna U-18     | Argentyna U-18     | 19                 |
|  | 22 sierpnia             |                         |                         |                   |    | Argentyna U-18     | Argentyna U-18     | 19                 |
|  |                         |                         | Rumunia U-18            | Rumunia U-18      | 25 |                    |                    |                    |
|  | Korea Południowa U-18   | Korea Południowa U-18   | Rumunia U-18            | Rumunia U-18      | 25 | 31                 |                    |                    |
|  | Korea Południowa U-18   | Korea Południowa U-18   |                         |                   |    |                    |                    |                    |
|  | Rumunia U-18            | Rumunia U-18            | 32                      |                   |    |                    |                    |                    |
|  | Rumunia U-18            | Rumunia U-18            | 32                      | Mecz o 3. miejsce |    |                    |                    |                    |
|  |                         |                         |                         |                   |    |                    |                    |                    |
|  | 23 sierpnia             |                         |                         |                   |    |                    |                    |                    |
|  |                         |                         |                         |                   |    |                    |                    |                    |
|  | Austria U-18            | Austria U-18            | 27                      |                   |    |                    |                    |                    |
|  | Austria U-18            | Austria U-18            | 27                      |                   |    |                    |                    |                    |
|  | Korea Południowa U-18   | Korea Południowa U-18   | 32                      |                   |    |                    |                    |                    |
|  | Korea Południowa U-18   | Korea Południowa U-18   | 32                      |                   |    |                    |                    |                    |

| 22 sierpnia 202409:00 | Austria U-18 | 23:25(11:12) | Argentyna U-18 | International Handball Hall, Chuzhou Widzów: 150 Sędzia: Ismoilov, Ismoilov |
| 22 sierpnia 202409:00 |              | 23:25(11:12) |                | International Handball Hall, Chuzhou Widzów: 150 Sędzia: Ismoilov, Ismoilov |

| 22 sierpnia 202411:15 | Korea Południowa U-18 | 31:32(13:13) | Rumunia U-18 | International Handball Hall, Chuzhou Widzów: 100 Sędzia: Diop, Faye |
| 22 sierpnia 202411:15 |                       | 31:32(13:13) |              | International Handball Hall, Chuzhou Widzów: 100 Sędzia: Diop, Faye |

| 23 sierpnia 202409:00 | Austria U-18 | 27:32(12:15) | Korea Południowa U-18 | International Handball Hall, Chuzhou Widzów: 100 Sędzia: Picard, Vauchez |
| 23 sierpnia 202409:00 |              | 27:32(12:15) |                       | International Handball Hall, Chuzhou Widzów: 100 Sędzia: Picard, Vauchez |

| 23 sierpnia 202411:15 | Argentyna U-18 | 19:25(12:12) | Rumunia U-18 | International Handball Hall, Chuzhou Widzów: 100 Sędzia: Watson, Welin |
| 23 sierpnia 202411:15 |                | 19:25(12:12) |              | International Handball Hall, Chuzhou Widzów: 100 Sędzia: Watson, Welin |

### Mecze o miejsca 21–24
|  |                         |                         |                         |                   |    |                      |                      |                    |
|  | Półfinały o 21. miejsce | Półfinały o 21. miejsce | Półfinały o 21. miejsce |                   |    | Mecz o 21. miejsce   | Mecz o 21. miejsce   | Mecz o 21. miejsce |
|  | Półfinały o 21. miejsce | Półfinały o 21. miejsce | Półfinały o 21. miejsce |                   |    | Mecz o 21. miejsce   | Mecz o 21. miejsce   | Mecz o 21. miejsce |
|  | 22 sierpnia             |                         |                         |                   |    |                      |                      |                    |
|  |                         |                         |                         |                   |    |                      |                      |                    |
|  | Nigeria U-18            | Nigeria U-18            | 22                      |                   |    |                      |                      |                    |
|  | Nigeria U-18            | Nigeria U-18            | 22                      | 23 sierpnia       |    |                      |                      |                    |
|  | Chińskie Tajpej U-18    | Chińskie Tajpej U-18    | 29                      |                   |    |                      |                      |                    |
|  | Chińskie Tajpej U-18    | Chińskie Tajpej U-18    | 29                      |                   |    | Chińskie Tajpej U-18 | Chińskie Tajpej U-18 | 24                 |
|  | 22 sierpnia             |                         |                         |                   |    | Chińskie Tajpej U-18 | Chińskie Tajpej U-18 | 24                 |
|  |                         |                         | Egipt U-18              | Egipt U-18        | 42 |                      |                      |                    |
|  | Kosowo U-18             | Kosowo U-18             | Egipt U-18              | Egipt U-18        | 42 | 22                   |                      |                    |
|  | Kosowo U-18             | Kosowo U-18             |                         |                   |    |                      |                      |                    |
|  | Egipt U-18              | Egipt U-18              | 29                      |                   |    |                      |                      |                    |
|  | Egipt U-18              | Egipt U-18              | 29                      | Mecz o 3. miejsce |    |                      |                      |                    |
|  |                         |                         |                         |                   |    |                      |                      |                    |
|  | 23 sierpnia             |                         |                         |                   |    |                      |                      |                    |
|  |                         |                         |                         |                   |    |                      |                      |                    |
|  | Nigeria U-18            | Nigeria U-18            | 18                      |                   |    |                      |                      |                    |
|  | Nigeria U-18            | Nigeria U-18            | 18                      |                   |    |                      |                      |                    |
|  | Kosowo U-18             | Kosowo U-18             | 21                      |                   |    |                      |                      |                    |
|  | Kosowo U-18             | Kosowo U-18             | 21                      |                   |    |                      |                      |                    |

| 22 sierpnia 202409:00 | Nigeria U-18 | 22:29(7:13) | Chińskie Tajpej U-18 | Olympic Sports Center, Chuzhou Widzów: 100 Sędzia: Altmár, Horváth |
| 22 sierpnia 202409:00 |              | 22:29(7:13) |                      | Olympic Sports Center, Chuzhou Widzów: 100 Sędzia: Altmár, Horváth |

| 22 sierpnia 202411:15 | Kosowo U-18 | 22:29(8:14) | Egipt U-18 | Olympic Sports Center, Chuzhou Widzów: 100 Sędzia: Pîrvu, Potîrniche |
| 22 sierpnia 202411:15 |             | 22:29(8:14) |            | Olympic Sports Center, Chuzhou Widzów: 100 Sędzia: Pîrvu, Potîrniche |

| 23 sierpnia 202409:00 | Nigeria U-18 | 18:21(7:7) | Kosowo U-18 | Olympic Sports Center, Chuzhou Widzów: 100 Sędzia: Ismoilov, Ismoilov |
| 23 sierpnia 202409:00 |              | 18:21(7:7) |             | Olympic Sports Center, Chuzhou Widzów: 100 Sędzia: Ismoilov, Ismoilov |

| 23 sierpnia 202411:15 | Chińskie Tajpej U-18 | 24:42(10:23) | Egipt U-18 | Olympic Sports Center, Chuzhou Widzów: 150 Sędzia: Diop, Faye |
| 23 sierpnia 202411:15 |                      | 24:42(10:23) |            | Olympic Sports Center, Chuzhou Widzów: 150 Sędzia: Diop, Faye |

### Mecze o miejsca 25–28
|  |                         |                         |                         |                   |    |                    |                    |                    |
|  | Półfinały o 25. miejsce | Półfinały o 25. miejsce | Półfinały o 25. miejsce |                   |    | Mecz o 25. miejsce | Mecz o 25. miejsce | Mecz o 25. miejsce |
|  | Półfinały o 25. miejsce | Półfinały o 25. miejsce | Półfinały o 25. miejsce |                   |    | Mecz o 25. miejsce | Mecz o 25. miejsce | Mecz o 25. miejsce |
|  | 22 sierpnia             |                         |                         |                   |    |                    |                    |                    |
|  |                         |                         |                         |                   |    |                    |                    |                    |
|  | Angola U-18             | Angola U-18             | 22                      |                   |    |                    |                    |                    |
|  | Angola U-18             | Angola U-18             | 22                      | 23 sierpnia       |    |                    |                    |                    |
|  | Kazachstan U-18         | Kazachstan U-18         | 20                      |                   |    |                    |                    |                    |
|  | Kazachstan U-18         | Kazachstan U-18         | 20                      |                   |    | Angola U-18        | Angola U-18        | 21                 |
|  | 22 sierpnia             |                         |                         |                   |    | Angola U-18        | Angola U-18        | 21                 |
|  |                         |                         | Islandia U-18           | Islandia U-18     | 36 |                    |                    |                    |
|  | Indie U-18              | Indie U-18              | Islandia U-18           | Islandia U-18     | 36 | 15                 |                    |                    |
|  | Indie U-18              | Indie U-18              |                         |                   |    |                    |                    |                    |
|  | Islandia U-18           | Islandia U-18           | 33                      |                   |    |                    |                    |                    |
|  | Islandia U-18           | Islandia U-18           | 33                      | Mecz o 3. miejsce |    |                    |                    |                    |
|  |                         |                         |                         |                   |    |                    |                    |                    |
|  | 23 sierpnia             |                         |                         |                   |    |                    |                    |                    |
|  |                         |                         |                         |                   |    |                    |                    |                    |
|  | Kazachstan U-18         | Kazachstan U-18         | 29                      |                   |    |                    |                    |                    |
|  | Kazachstan U-18         | Kazachstan U-18         | 29                      |                   |    |                    |                    |                    |
|  | Indie U-18              | Indie U-18              | 22                      |                   |    |                    |                    |                    |
|  | Indie U-18              | Indie U-18              | 22                      |                   |    |                    |                    |                    |

| 22 sierpnia 202415:45 | Indie U-18 | 15:33(4:17) | Islandia U-18 | Vocational and Technical College Stadium, Chuzhou Widzów: 400 Sędzia: Al-Shahi, Al-Wahibi |
| 22 sierpnia 202415:45 |            | 15:33(4:17) |               | Vocational and Technical College Stadium, Chuzhou Widzów: 400 Sędzia: Al-Shahi, Al-Wahibi |

| 22 sierpnia 202418:00 | Angola U-18 | 22:20(11:7) | Kazachstan U-18 | Vocational and Technical College Stadium, Chuzhou Widzów: 400 Sędzia: Fabryczny, Rawicki |
| 22 sierpnia 202418:00 |             | 22:20(11:7) |                 | Vocational and Technical College Stadium, Chuzhou Widzów: 400 Sędzia: Fabryczny, Rawicki |

| 23 sierpnia 202415:45 | Kazachstan U-18 | 29:22(12:9) | Indie U-18 | Vocational and Technical College Stadium, Chuzhou Widzów: 500 Sędzia: Pîrvu, Potîrniche |
| 23 sierpnia 202415:45 |                 | 29:22(12:9) |            | Vocational and Technical College Stadium, Chuzhou Widzów: 500 Sędzia: Pîrvu, Potîrniche |

| 23 sierpnia 202418:00 | Angola U-18 | 21:36(11:18) | Islandia U-18 | Vocational and Technical College Stadium, Chuzhou Widzów: 600 Sędzia: Godoy, Magalhães |
| 23 sierpnia 202418:00 |             | 21:36(11:18) |               | Vocational and Technical College Stadium, Chuzhou Widzów: 600 Sędzia: Godoy, Magalhães |

### Mecze o miejsca 29–32
|  |                         |                         |                         |                   |    |                    |                    |                    |
|  | Półfinały o 29. miejsce | Półfinały o 29. miejsce | Półfinały o 29. miejsce |                   |    | Mecz o 29. miejsce | Mecz o 29. miejsce | Mecz o 29. miejsce |
|  | Półfinały o 29. miejsce | Półfinały o 29. miejsce | Półfinały o 29. miejsce |                   |    | Mecz o 29. miejsce | Mecz o 29. miejsce | Mecz o 29. miejsce |
|  | 22 sierpnia             |                         |                         |                   |    |                    |                    |                    |
|  |                         |                         |                         |                   |    |                    |                    |                    |
|  | Chile U-18              | Chile U-18              | 29                      |                   |    |                    |                    |                    |
|  | Chile U-18              | Chile U-18              | 29                      | 23 sierpnia       |    |                    |                    |                    |
|  | Grenlandia U-18         | Grenlandia U-18         | 24                      |                   |    |                    |                    |                    |
|  | Grenlandia U-18         | Grenlandia U-18         | 24                      |                   |    | Chile U-18         | Chile U-18         | 19                 |
|  | 22 sierpnia             |                         |                         |                   |    | Chile U-18         | Chile U-18         | 19                 |
|  |                         |                         | Gwinea U-18             | Gwinea U-18       | 18 |                    |                    |                    |
|  | Kanada U-18             | Kanada U-18             | Gwinea U-18             | Gwinea U-18       | 18 | 21                 |                    |                    |
|  | Kanada U-18             | Kanada U-18             |                         |                   |    |                    |                    |                    |
|  | Gwinea U-18             | Gwinea U-18             | 31                      |                   |    |                    |                    |                    |
|  | Gwinea U-18             | Gwinea U-18             | 31                      | Mecz o 3. miejsce |    |                    |                    |                    |
|  |                         |                         |                         |                   |    |                    |                    |                    |
|  | 23 sierpnia             |                         |                         |                   |    |                    |                    |                    |
|  |                         |                         |                         |                   |    |                    |                    |                    |
|  | Grenlandia U-18         | Grenlandia U-18         | 18                      |                   |    |                    |                    |                    |
|  | Grenlandia U-18         | Grenlandia U-18         | 18                      |                   |    |                    |                    |                    |
|  | Kanada U-18             | Kanada U-18             | 27                      |                   |    |                    |                    |                    |
|  | Kanada U-18             | Kanada U-18             | 27                      |                   |    |                    |                    |                    |

| 22 sierpnia 202411:15 | Kanada U-18 | 21:31(9:18) | Gwinea U-18 | Vocational and Technical College Stadium, Chuzhou Widzów: 300 Sędzia: Correa, Conberse |
| 22 sierpnia 202411:15 |             | 21:31(9:18) |             | Vocational and Technical College Stadium, Chuzhou Widzów: 300 Sędzia: Correa, Conberse |

| 22 sierpnia 202413:30 | Chile U-18 | 29:24(13:11) | Grenlandia U-18 | Vocational and Technical College Stadium, Chuzhou Widzów: 250 Sędzia: Bolic, Hurich |
| 22 sierpnia 202413:30 |            | 29:24(13:11) |                 | Vocational and Technical College Stadium, Chuzhou Widzów: 250 Sędzia: Bolic, Hurich |

| 23 sierpnia 202411:15 | Grenlandia U-18 | 18:27(9:13) | Kanada U-18 | Vocational and Technical College Stadium, Chuzhou Widzów: 280 Sędzia: El-Beltagy, Mahmoud |
| 23 sierpnia 202411:15 |                 | 18:27(9:13) |             | Vocational and Technical College Stadium, Chuzhou Widzów: 280 Sędzia: El-Beltagy, Mahmoud |

| 23 sierpnia 202413:30 | Chile U-18 | 19:18(11:11) | Gwinea U-18 | Vocational and Technical College Stadium, Chuzhou Widzów: 300 Sędzia: Duplii, Pobedrina |
| 23 sierpnia 202413:30 |            | 19:18(11:11) |             | Vocational and Technical College Stadium, Chuzhou Widzów: 300 Sędzia: Duplii, Pobedrina |

## Nagrody indywidualne
Nagrody indywidualne otrzymały:
| MVP                                      | Najlepszy bramkarz | Najlepszy lewoskrzydłowy | Najlepszy lewy rozgrywający | Najlepszy środkowy rozgrywający | Najlepszy prawy rozgrywający | Najlepszy prawoskrzydłowy | Najlepszy obrotowy |
| ---------------------------------------- | ------------------ | ------------------------ | --------------------------- | ------------------------------- | ---------------------------- | ------------------------- | ------------------ |
| Freja Fonseca Nielsen Zenia Hald Nielsen | Era Baumann        | Anne Dolberg Plougstrup  | Marta Regordán              | Virág Fazekas                   | Dawiya Abdou                 | Aylin Bornhardt           | Belén Rodríguez    |